# Agliano (Campello sul Clitunno)
Agliano è una frazione del comune di Campello sul Clitunno (PG).
Si tratta di un piccolo borgo fortificato dislocato sulla montagna di Campello, a 1.030 m s.l.m., popolato da appena 8 abitanti (dati Istat, 2001). È una delle varie frazioni sparse che costituiscono il comune di Campello. Esso si trova sul tracciato dell'antica Via della Spina, a circa 18 km da Spoleto.

## Storia
Il castello fu costruito verso la fine del XIV secolo e nel 1490 Alliano (questo nome era ufficiale sino alla fine del XIX secolo, deriva da Allianum o Aglanum) risultava appartenere al distretto spoletino. Si ribellò invano a Spoleto nel 1522, assieme ad altri castelli montani.
Importanti sono gli Statuti Comunitari del XVI secolo, ora conservati nella sezione di Archivio di Stato di Spoleto.
Il paese venne incorporato dapprima nel comune di Postignano (fine XVIII secolo) e poi finalmente aggregato a Campello nel 1860.
Nel dicembre 1943, cinque contadini vennero fucilati dalle truppe tedesche durante un'azione di contrasto alla lotta partigiana.
Fino al 1950 contava più di 150 abitanti, ma poi si è spopolato progressivamente.
Durante gli eventi sismici umbro-marchigiani del settembre 1997, Agliano è stato danneggiato.

## Economia e manifestazioni
Il minuscolo gruppo di residenti è dedito perlopiù all'allevamento del bestiame e alla pastorizia; normalmente, all'arrivo dell'inverno, uomini ed animali si trasferiscono in pianura.
Durante l'estate il paese si ripopola leggermente, soprattutto di villeggianti che hanno restaurato parte delle abitazioni.

## Monumenti e luoghi d'arte
- Chiesa di S. Pietro (XIV secolo), anticamente dipendente dalla Pieve di S. Maria di Sellano; all'interno sono contenuti dipinti ed affreschi in cattivo stato di conservazione. La navata, unica, è ricoperta a volta (opera risalente al XVII secolo);
- Il Castello, di cui restano le torri colombaie, il forno pubblico e la porta d'ingresso. Alcune abitazioni presentano chiaramente la loro origine medievale, così come sono presenti portali del XVI secolo e finestre in pietra.